# Catedrala Adormirii Maicii Domnului din Tartu
Catedrala Adormirii Maicii Domnului (în estonă Jumalaema Uinumise katedraalkirik) este o catedrală a Bisericii Ortodoxe Estone din Tartu, Estonia.
În ea se află moaștele sfinților Nikolai Bejanițchi și Mihail Bleive.